# Peter Cullen (Leichtathlet)
Peter Cullen (Peter Sydney Cullen; * 24. August 1932 in Lincoln; † Oktober 2010 in Loughborough) war ein britischer Speerwerfer.
1955 gewann er Silber bei der Internationalen Sommer-Hochschulsportwoche, 1956 schied er bei den Olympischen Spielen in Melbourne in der Qualifikation aus, und 1958 wurde er für England startend Sechster bei den British Empire and Commonwealth Games in Cardiff.
1956 und 1957 (mit seiner persönlichen Bestleistung von 72,11 m) wurde er Englischer Meister.